# Klooster Petkovica

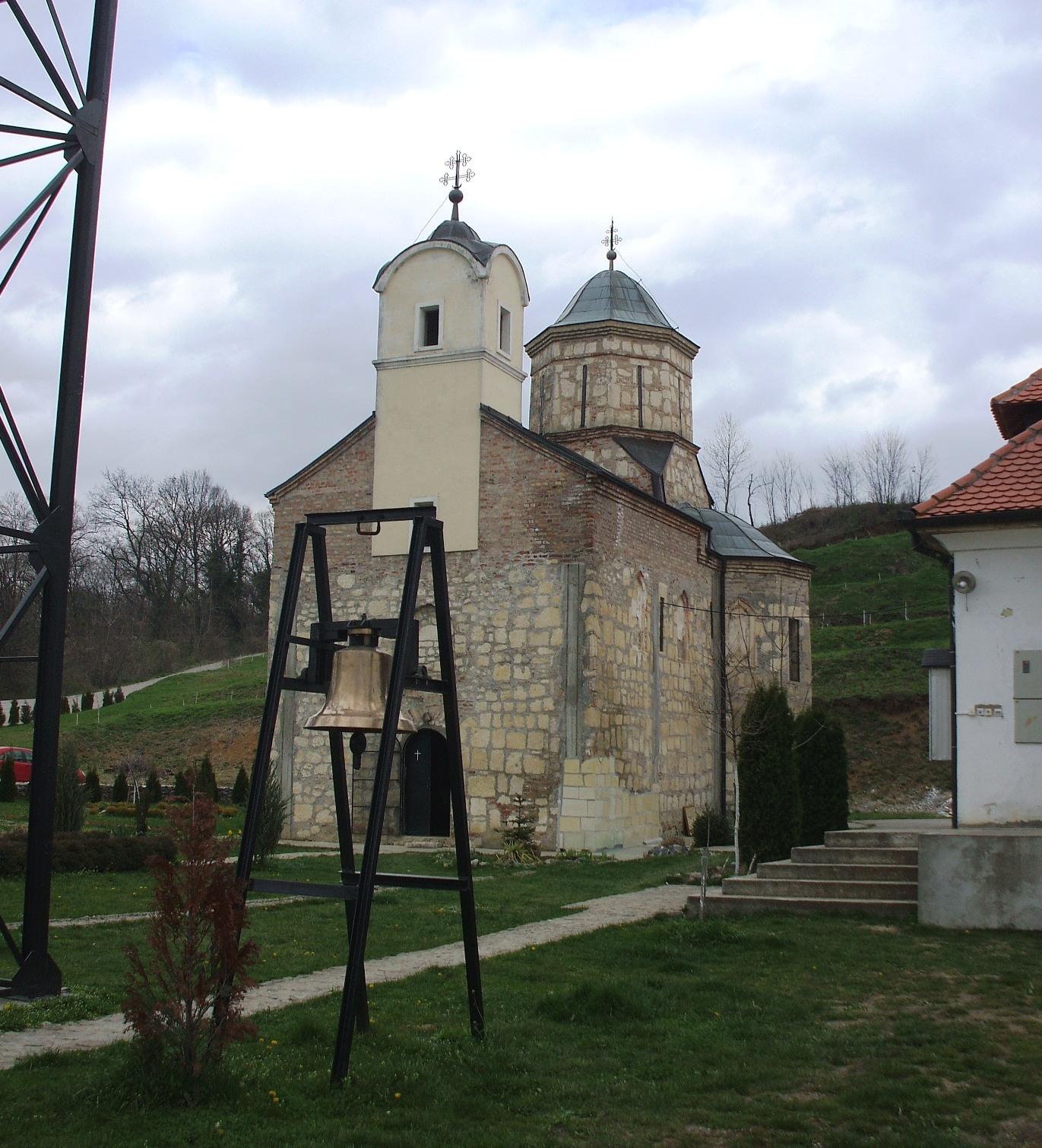
Klooster Petkovica

Het Klooster Petkovica (Servisch: Манастир Петковица, Manastir Petkovica) is een Servisch-orthodox klooster gelegen op de berg Fruška Gora in het noorden van de Servische autonome provincie Vojvodina. Volgens traditie, werd het gesticht door de weduwe van de heilige Stefan Štiljanović, Jelena. De vroegste historische vermeldingen van het klooster dateren uit 1566/1567.